# موسى غياث الدين راية شاه
السلطان موسى غياث الدين راية شاه ابن السلطان علاء الدين سليمان شاه (9 ديسمبر 1893 - 8 نوفمبر 1955) كان سلطان سلاغور في ماليزيا أثناء الاحتلال الياباني لتلك الدولة (1942-1945). حصل على وسام الشمس المشرقة من إمبراطور اليابان.

## سيرته
أصبح حسام الدين عالم شاه سلطانًا في 4 أبريل 1938، بعد أربعة أيام من وفاة والده. في 26 يناير 1939 تٌوِّج في كلاغ.
أثناء الاحتلال الياباني لمالايا، في 15 يناير 1942 دعا الحاكم العسكري الياباني لسلاغور حسام الدين عالم شاه إلى منزل الملك في كوالالمبور. واتهموا السلطان بدعم جهود الحرب البريطانية، لكن المقيم البريطاني أقنعه بذلك.
وطُلب منه تسليم الملك لأخيه الأكبر، أزال اليابانيون السلطان حسام الدين وفي نوفمبر 1943، أعلن تونكو موسى سلطانًا جديدًا لسلاغور، متخذًا اسم السلطان موسى غيات الدين راية شاه.
رفض السلطان حسام الدين عالم شاه العمل مع اليابانيين وابتداءً من عام 1943، رفض هداياهم الممنوحة له ولأطفاله.
بعد الحرب، أطيح بالسلطان موسى بدوره من قبل الإدارة العسكرية البريطانية بقيادة اللورد لويس مونتباتن في عام 1945. وعاد السلطان حسام الدين عالم شاه مرة أخرى كسلطان سلاغور.

## وفاته
نُفي السلطان موسى إلى جزر كوكوس. بعد ذلك، مرض وأعيد إلى سلاغور قبل أشهر قليلة من وفاته في 8 نوفمبر 1955 في كوالالمبور. دفن السلطان موسى بجانب والده في الضريح الملكي في كلاغ. ثم توفيت زوجته عام 1958. ولم يكن لهما أطفال.